# Hidroksihlorohin
Hidroksihlorohin ili hidroksihlorokvin je lek koji se koristi za sprečavanje i lečenje malarije u oblastima gde ona ostaje osetljiva na hlorohin. Koristi se i za redukovanje inflamacije u tretmanu reumatoidnog artritisa, lupus eritematoza i kasne kožne porforije. Uzima se gutanjem tableta. Takođe se eksperimentalno koristi za lečenje COVID-19 (koji je uzročnik pandemije virusa korona) od 2020. godine.
Uobičajene nuspojave uključuju povraćanje, glavobolju, promene vida i slabost mišića. Teške nuspojave mogu uključivati alergijske reakcije. Iako se svi rizici ne mogu isključiti, lek se koristi kao tretman za lečenje reumatskih bolesti i tokom trudnoće. Hidroksihlorohin je član antimalarijske i 4-Aminohinolin klase lekova. Hidroksihlorohin se razlikuje od hlorokvina po prisustvu hidroksilne grupe na kraju bočnog lanca: N-etil supstituent je beta-hidroksilisan. Hidroksihlorohin ima sličnu farmakokinetiku sa hlorohinom, sa brzom gastrointestinalnom apsorpcijom i eliminacijom putem bubrega. Citohrom P450 enzimi (CYP 2D6, 2C8, 3A4 i 3A5) ga pretvaraju u N-desetilhidroksihlorohin.
Hidroksihlorokvin je odobren za medicinsku upotrebu u Sjedinjenim Američkim Državama 1955. godine. Nalazi se na listi esencijalnih lekova Svetske zdravstvene organizacije, najsigurnijih i najefikasnijih lekova potrebnih u zdravstvenom sistemu. Dostupan je kao generički lek. U 2017. godini, bio je na 127-om mestu najčešće prepisivanih lekova u Sjedinjenim Američkim Državama, sa više od pet miliona recepata.

## Spoljašnje veze
|  | Molimo Vas, obratite pažnju na važno upozorenje u vezi sa temama iz oblasti medicine (zdravlja). |